# Klaus Knopper
Klaus Knopper (* 1968, Ingelheim, Německo) je německý inženýr elektrotechniky a programátor svobodného softwaru.
Knopper vytvořil Knoppix a Gnoppix, live CD Linuxové distribuce. Obdržel diplom z elektroinženýrství na Technische Universität Kaiserslautern, je spoluzakladatelem LinuxTag (hlavní evropský Linux expo) a od roku 1998 soukromým poradcem v informační technice.
Knopper se oženil s Adriane Knopper, která je postižená. Byla Knopperovou asistentkou při vývoji verzí Knoppixu pro nevidomé. Její jméno se stalo i jménem distribuce: Adriane Knoppix.